# Seleção Cubana de Beisebol

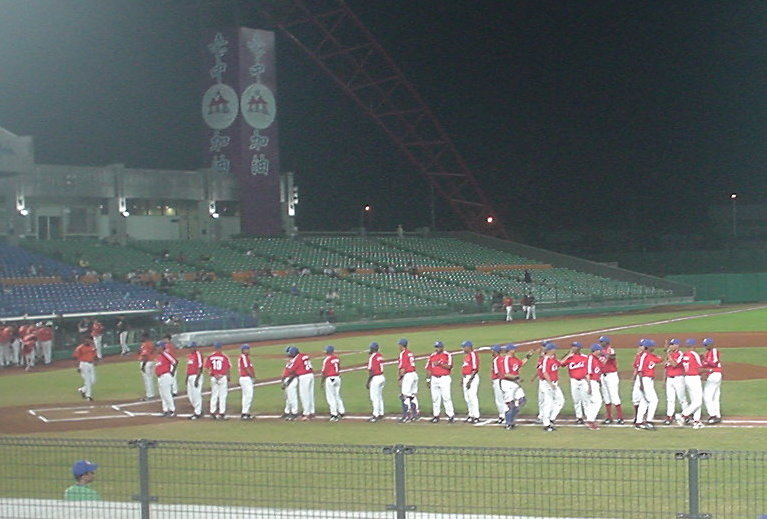

A Seleção Cubana de Beisebol é a equipe nacional de beisebol de Cuba. A equipe é formada por jogadores amadores do sistema nacional de beisebol de Cuba, já que não existem ligas profissionais do esporte no país. Cuba é considerada uma potência no beisebol e sua seleção é a primeira no ranking mundial da modalidade.

## Olimpíadas
A equipe cubana participou de todos os Jogos Olímpicos de Verão desde 1992. Tem sido desde então a equipe mais bem sucedida nos Jogos Olímpicos. Em cinco disputas eles ganharam a medalha de ouro três vezes e a de prata duas vezes.

## Resultados

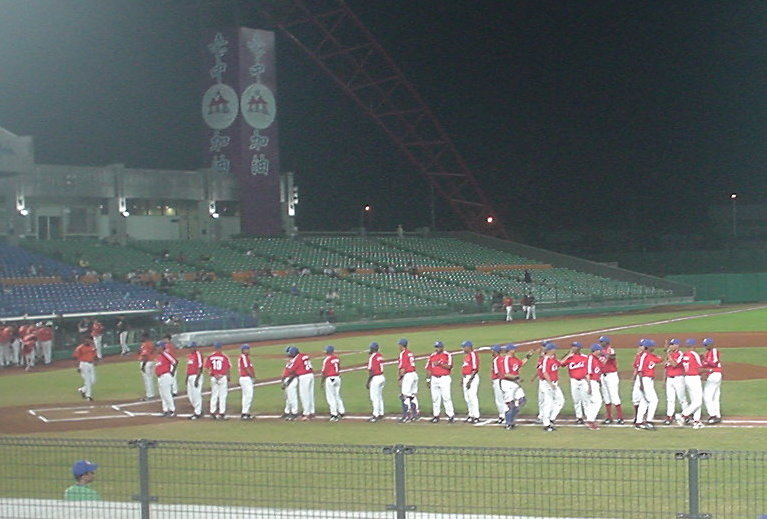
Equipe cubana em fila antes do jogo contra a Holanda na Copa Intercontinental 2006

### World Baseball Classic
| World Baseball Classic | World Baseball Classic      | World Baseball Classic | World Baseball Classic | World Baseball Classic | World Baseball Classic | World Baseball Classic | World Baseball Classic |                                              | Classificação                                | Classificação                                | Classificação                                | Classificação                                | Classificação |
| Ano                    | Sede(s)                     | Rodada                 | Posição                | W                      | L                      | RS                     | RA                     | Sede                                         | W                                            | L                                            | RS                                           | RA                                           |               |
| ---------------------- | --------------------------- | ---------------------- | ---------------------- | ---------------------- | ---------------------- | ---------------------- | ---------------------- | -------------------------------------------- | -------------------------------------------- | -------------------------------------------- | -------------------------------------------- | -------------------------------------------- | ------------- |
| 2006                   | Porto Rico · Estados Unidos | Final                  | 2nd                    | 5                      | 3                      | 44                     | 43                     | Desqualificados mantidos                     | Desqualificados mantidos                     | Desqualificados mantidos                     | Desqualificados mantidos                     | Desqualificados mantidos                     |               |
| 2009                   | México · Estados Unidos     | Round 2                | 6th                    | 4                      | 2                      | 36                     | 24                     | Desqualificados mantidos                     | Desqualificados mantidos                     | Desqualificados mantidos                     | Desqualificados mantidos                     | Desqualificados mantidos                     |               |
| 2013                   | Japão                       | Rodada 2               | 5th                    | 4                      | 2                      | 45                     | 18                     | Top 12, Clássico Mundial de Beisebol de 2009 | Top 12, Clássico Mundial de Beisebol de 2009 | Top 12, Clássico Mundial de Beisebol de 2009 | Top 12, Clássico Mundial de Beisebol de 2009 | Top 12, Clássico Mundial de Beisebol de 2009 |               |
| 2017                   |                             |                        |                        |                        |                        |                        |                        | Top 12, Clássico Mundial de Beisebol de 2013 | Top 12, Clássico Mundial de Beisebol de 2013 | Top 12, Clássico Mundial de Beisebol de 2013 | Top 12, Clássico Mundial de Beisebol de 2013 | Top 12, Clássico Mundial de Beisebol de 2013 |               |
| Total                  | 3/3                         |                        |                        | 13                     | 7                      | 125                    | 85                     | 0/1                                          | -                                            | -                                            | -                                            | -                                            |               |

### Jogos Olímpicos
- 1992 - Ouro
- 1996 - Ouro
- 2000 - Prata
- 2004 - Ouro
- 2008 - Prata

### Jogos Pan Americanos
Ouro:
1951 1963 1971
1975 1979 1983
1987 1991 1995
1999 2003 2007
Prata:
1967
Bronze:
2011

### Copa do Mundo
Ouro:
1939, 1940,  
Prata:1941, 2007, 2009, 2011
Bronze:
1944, 1951

### Copa Intercontinental
Ouro:
1979  1983  1985
1987  1989  1991
1993  1995  2002 2100
Prata:
1981  1997  1999